# York (Isla del Príncipe Eduardo)
York es un municipio rural canadiense situado en la provincia de Isla del Príncipe Eduardo.

## Superficie
York tiene una superficie de 12,27 km².

## Demografía
En 2021, tenía 387 habitantes, una densidad poblacional de 31,5 hab./km², y 163 viviendas.